# Sex on the Beach
Il Sex on the beach è un cocktail alcolico internazionale riconosciuto ufficialmente dalla International Bartenders Association a base di vodka. Fa parte della famiglia dei Cape Codder.

## Storia
La storia del Sex on the Beach è, come quella di molti cocktail, piuttosto nebulosa da definire. Durante gli anni settanta l'uso della vodka ebbe una grande impennata fra i consumatori americani; inoltre, verso la fine del decennio, cominciarono ad essere importati i primi Peach Schnapps. Fu dunque fra gli anni settanta e gli anni ottanta che cominciarono ad essere creati i primi cocktail fruttati, basati principalmente sul Cape Codder e il Tequila Sunrise, ma non venne creato nessun cocktail contenente la parola sex, poiché ritenuto sconveniente nei locali statunitensi. Una delle ricette che ebbe più successo fu la formula descritta dalla nota guida "Mr. Boston's", chiamata anche Peach on the Beach . Durante lo spring break del 1987, a Fort Lauderdale, la National Distribution, un'azienda di distribuzione di liquori, indisse un concorso per sponsorizzare il peach schnapp. Ted Pizio, allora barman al Confettis, mescolò il liquore di pesca con vodka, succo d'arancia e di cranberry, ottenendo grande successo fra gli avventori. Quando Ted chiedeva la ragione per cui molti giovani venivano in Florida per lo spring break, le risposte erano beach (spiaggia) e sex (sesso): decise di chiamare il cocktail dunque Sex on the Beach.
Un'altra versione dell'origine del nome vuole che il coktail si chiamasse in origine "Fun on The Beach": In Europa, era giunta già all'inizio degli anni ottanta la versione "Boston's", ma in quel periodo il midori non era facilmente reperibile: con l'arrivo della versione semplificata, il cocktail si affermò velocemente anche nel vecchio continente, ma mutando il nome, il quale non doveva più sottostare ai moralismi americani.

## Composizione

### Ingredienti
- 4 cl. di vodka
- 2 cl. di peach schnapps (liquore di pesche)
- 4 cl. di succo d'arancia
- 4 cl. di succo di cranberry

### Preparazione
Shakerare la vodka, il peach schnapps e il succo di arancia in uno shaker freddo, quindi versare il contenuto in un tumbler alto precedentemente riempito di ghiaccio. Versare senza mescolare il succo di cranberry in modo che il rosso del succo, che per densità tende a scendere, screzi il cocktail. Guarnire con una cannuccia, ed eventualmente con arancia, e servire.

## Descrizione
Il Sex on the beach è un cocktail fruttato e fresco, richiesto soprattutto nelle serate estive. Sebbene il contenuto alcolico sia abbastanza consistente, il sapore dolce e i succhi di frutta ammorbidiscono il sapore, rendendolo un cocktail non pesante da bere.. Tecnicamente è una variante "Tiki" della famiglia dei Cape Codder.

## Varianti
Il sex on the beach è un cocktail che può essere presentato in vari modi. Nei locali meno forniti o che necessitano di una preparazione rapida il peach schnapps viene spesso sostituito con vodka aromatizzata alla pesca, mentre il succo di cranberry con sciroppo di fragola, granatina o altro succo o sciroppo di frutti rossi. Varianti più elaborate sono:
- Mr. Boston's Sex on the Beach (o Peach on the Beach): una delle varianti più famose; la versione suggerita dalla guida per baristi "Mr. Boston's official bartender's guide" prevede vodka, Chambord, Midori, succo di ananas e succo di mirtillo rosso. Questa versione viene servita negli Hard Rock Cafe.[6]
- Johnny on the Beach: Altra variante proposta dal Mr. Boston's guide, composta da vodka, Midori, liquore di more, succo di ananas, succo d'arancia, succo di lampone e succo di mirtillo rosso.[6]
- Sex on the Bay: si sostituisce alla pesca il rum al cocco, e al succo d'arancia quello d'ananas.[7]
- Sex in Japan: si sostituisce alla pesca un liquore al melone.[7]
- Rape on the Beach: si prepara shakerando vodka, peach schnapps, chambord e triple sec e versandolo in un tumbler basso con ghiaccio.[8]
- Quickie on the Beach: si versa vodka alla pesca, vodka alla fragola e succo d'arancia in un bicchiere da shot.[8]
- Kiss on the Beach(o Virgin/Safe Sex on the Beach): versione analcolica, prevede l'uso di succo di pesca, di arancia e di ribes rosso; alcune ricette aggiungono anche la soda o la limonata.